# Schrankia solitaria
Schrankia solitaria är en fjärilsart som beskrevs av Fletcher 1961. Schrankia solitaria ingår i släktet Schrankia och familjen nattflyn. Inga underarter finns listade.